# 神経蘇生
神経蘇生（しんけいそせい、Neuroresuscitation; NR）は、呼吸は保たれ、心臓も動いているが、中枢神経系の障害による意識障害や運動麻痺や感覚障害や言語障害などの神経脱落症状を示す人への救命へのチャンスを維持するために行う観察補助方法である。このような状況下では全身状態も不安定であり、必要に応じて心臓マッサージや呼吸の補助方法である人工呼吸も行う。

## 蘇生ガイドラインにおける NR
従来の国際蘇生ガイドラインでは、神経蘇生に関係する事項については心拍再開後の集中治療をて取り上げているのみであった。AHAは、急性脳卒中を独立した章として記載してきたが。AHAガイドライン2015では、扱っていない。
日本蘇生協議会によるJRC蘇生ガイドライン2010において、神経蘇生は、心拍再開後以外の急性意識障害、非痙攣性てんかん重積状態、脳血管障害（脳卒中）のプレホスピタルケアや大動脈解離による脳血管障害、急性脳症、悪性症候群、暑熱環境による中枢神経系障害、遷延性意識障害など、治療の可能性がてあるにもかかわらず、その機会を見逃されていた領域を対象とした。脳卒中については、神経蘇生の観点てとして、発症から病院前救護、救急部門での対応までを扱った。
JRC蘇生ガイドライン2015では、失神、頭部外傷、spinal emergency の章を追加し脳神経蘇生なり、この時点では、世界で唯一の神経蘇生領域のガイドラインとなった。

## NRの研修
神経蘇生法は、病院前での活動を対象とする研修（PSLS; Prehospital Stroke Life Support や PCEC; Prehospital Coma Evaluation and Care ）と、救急外来到着後の病院内で行う初期診療を対象とする研修（ISLS; Immediate Stroke Life Support や ACEC; Advanced Coma Evaluation and Care ）、脳神経外科スタッフを対象とした PNLS; Primary Neurosurgical Life Support などにより研修する。これらは医学シミュレーションの観点から神経蘇生シミュレーション研修群（Neuroresuscitation Simulation Life Supports NSLS）と総称される。

## NRの意義
脳自体には酸素を蓄える能力がなく、呼吸停止から4分～6分で低酸素による回復不可能な状態に陥る。したがって、「現場に居合わせた人（これをバイスタンダー ･ 市民救助者という。）による神経蘇生の観察と早期通報、必要な場合の胸骨圧迫や補助呼吸が行われるかどうかが救命率に大きく左右する。

## 成人へのCPRとの関係
倒れている傷病者を発見した場合。
1.安全を確認
二次災害を防ぐため、まず周囲の安全を確認する。
2.意識の確認
意識の有無を確認する（肩を叩きながら相手の耳元で「大丈夫ですか!?」と呼びかける。また、名前がわかっている場合には、「○○さん、大丈夫ですか!?」と呼びかけるとより効果的である。
ここで、返答や体動など何らかの反応があった場合に、神経蘇生の手順に進む。
3.応援を呼ぶ
119番に通報。訓練を受けていない人はその場で自分で携帯から119番通報をすれば、何を確認してどうすればよいかのアドバイスが得られる。
4.呼吸の確認
見た範囲で規則的で正常な呼吸をしているか。呼吸していれば回復体位。自信が無ければ119番の相手にどのような呼吸かを伝えればよい。119番が判断してくれる。
5.意識レベルの判定
6.脳卒中のサインの観察
顔の非対称、手足の動きなどを観察し、到着した救急隊に伝える。
脳卒中は、不整脈などの心疾患に原因がある場合が多いので、AEDの用意があると良い。